# West-Falkland
West-Falkland is het westelijke hoofdeiland van de Falklandeilanden. De grootste nederzetting op West-Falkland is Port Howard.
Het eiland heeft een bevolking van ongeveer 200 mensen, verspreid langs de kust. Naast Port Howard zijn er andere nederzettingen: Albemarle, Chartres, Fox Bay, Fox Bay West, Hill Cove, Port Stephens en Roy Cove. Veel van deze nederzettingen hebben een eigen haven en vliegveld. Ze zijn door middel van wegen aan elkaar verbonden.
Tijdens de Falklandoorlog in 1982 was er weinig actie op West-Falkland. Heden zijn er twee RAF Reporting Posts: één bij Mount Alice (vlak bij Albemarle) en één bij Mount Byron in het noorden.

## Geografie
Het eiland heeft een oppervlakte van 5.413 km² (circa tweemaal de oppervlakte van Noord-Holland). West-Falkland is heuvelachtiger dan Oost-Falkland. De belangrijkste heuvelrug, de Hornby Hills, loopt evenwijdig aan de Falkland Sound, de zee-engte die de twee hoofdeilanden scheidt. Mount Adam, de hoogste berg op het eiland is 700 meter. De belangrijkste inkomstenbron is de schapenteelt, terwijl het ook bekendstaat om haar pinguïns en kolonies zeevogels. Vissen is ook populair in de twee belangrijkste rivieren, de Warrah en de Chartres. De fauna is echter schraal en is dat altijd al geweest. Een kleine inheemse wolf, de warrah of Falklandwolf, is uitgestorven; het laatste exemplaar is circa 1875 gezien. Een van de twee hoofdrivieren is ernaar vernoemd: de Warrah. Er zijn enige kuddes koeien en enkele wilde paarden, geïntroduceerd door boeren evenals wilde zwijnen en konijnen. De schapen vormen echter de grootste populatie.
Het meest zuidelijke punt is Cape Meredith en het meest zuidwestelijke punt is Calm Head. Aan de zuidzijde liggen hoge kliffen met de nesten van zeevogels. In het westen zijn enige witte stranden met mooi blauw water en duinen. De stranden zijn een goede leefomgeving voor zeeleeuwen en het ligt er vol met aangespoeld hout.

## Geologie
West-Falkland wordt gescheiden van Oost-Falkland door de Falkland Sound. De meeste aardlagen van West-Falkland en de haar omringende eilanden zijn enigszins gekanteld gezien vanuit de horizon. Het laat zien dat er verschillende aardlagen qua hardheid elkaar opvolgen. De lagen van Port Stephens en Port Stanley zijn harder dan die van de sedimentenformatie bij Fox Bay. De Hornbybergen, nabij de Falkland Sound, hebben onder de invloed van tektonische krachten zich nog meer opgericht en zijn gevouwen. In West-Falkland zijn verschillende "dijken" die de rotsen van de westelijke eilanden snijden. Ze zijn echter zachter en daardoor geërodeerd.

## Geschiedenis
De eerste ontdekkingsreizigers schreven over de resten van kano's die ze aantroffen. Maar onduidelijk is of het resten zijn van een eenmalige landing, dan wel aangespoelde resten uit Patagonië.
Kapitein John Strong van het schip de Welfare maakte de eerst beschreven landing op West-Falkland op 29 januari 1690 op de Bold Cove aan de andere zijde van Port Howard. Hij schreef: "Woensdagmorgen legden we aan in een haven aan de westzijde en ankerden daar om met een bootje naar de kust te varen om vers water te halen en we doodden enige ganzen en eenden, maar zagen nergens hout." Het gebrek aan hout is enigszins verbazend omdat er weliswaar geen bomen groeien, maar drijfhout vaak aanspoelt op de stranden van de Falklandeilanden. Kennelijk geldt dit niet voor de beschutte ligging van Bold Cove.
Terwijl de eerst opgeschreven landing van de hoofdeilanden op West-Falkland was, was de bewoningsaanvang opmerkelijk laat. In 1867 waren er nog geen bewoners op West-Falkland. De regering gaf een verklaring uit waarbij boerderijen met weilanden tegen gunstige condities werden aangeboden en in 1868 was al het beschikbare land bezet.
West-Falkland kende enige activiteit tijdens de Falklandoorlog in 1982; Fox Bay, Port Howard en Pebble-eiland werden door Argentijnse troepen bezet en werden daarom enige malen aangevallen door de Engelse marine en luchtmacht. De belangrijkste schermutseling op West-Falkland was wellicht die van Many Branch Point bij Port Howard. Bij Shag Cove werden enige Argentijnse helikopters op de grond vernietigd door Engelse Harriers. De raid op Pebble-eiland gaat de geschiedenisboekjes in vanwege de aanval van de Engelse commando's. Modern West-Falkland heeft daarom twee Engelse luchtmachtwaarnemingsposten op Mount Alice en Mount Byron om een eventuele nieuwe Argentijnse aanval tijdig te kunnen signaleren.
Begin 2007 gunde de regering van de Falklandeilanden een contract voor een veerverbinding tussen Oost en West aan de firma Workboat Services Ltd. Bij Port Howard werd daarom een loods en pier gebouwd. De veerboot vaart tussen Port Howard en New Haven in Oost-Falkland en de vaartocht duurt 1,5 uur.